# Léopold Mountbatten
 (janvier 2019).
Si vous disposez d'ouvrages ou d'articles de référence ou si vous connaissez des sites web de qualité traitant du thème abordé ici, merci de compléter l'article en donnant les références utiles à sa vérifiabilité et en les liant à la section « Notes et références ».
Le prince Léopold Arthur Louis de Battenberg (né le 21 mai 1889 et décédé le 23 avril 1922 au palais de Kensington) est un officier de l'armée britannique et un descendant de la famille princière Battenberg de Hesse et de la famille royale britannique.
Il est un des petits-fils de la reine Victoria, il est connu sous le nom de prince Léopold de Battenberg depuis sa naissance jusqu'en 1917, date à laquelle la famille royale britannique abandonne ses titres allemands au cours de la Première Guerre mondiale. La famille Battenberg change alors de nom et devient Mountbatten.

## Jeunesse
Le prince Léopold est né le 21 mai 1889. Son père est le prince Henri de Battenberg, le fils du prince Alexandre de Hesse et de Julia Hauke.
Sa mère est la princesse Béatrice du Royaume-Uni, cinquième fille et plus jeune enfant de la reine Victoria et du prince Albert.
Comme il est issu d’un mariage morganatique, le prince Henri de Battenberg tient le titre de prince de Battenberg de sa mère, Julia von Hauke, créée princesse de Battenberg.
En tant que tel, Léopold est titré dès sa naissance le prince Léopold de Battenberg. Au Royaume-Uni, il est titré Son Altesse le Prince Léopold de Battenberg en vertu d'un mandat royal décerné par la reine Victoria en 1886. Il est baptisé à la Chapelle Saint-Georges du château de Windsor le 29 juin 1889.
Léopold est un hémophile, une maladie héritée de sa mère.

## Carrière militaire
Léopold est nommé lieutenant (surnuméraire) le 16 octobre 1909 dans le 8e bataillon du Isle of Wight Rifles, une unité de la force territoriale. Le 19 octobre 1912, il reçoit une commission de l'armée régulière du Corps royal des fusiliers du roi. Pendant le service dans la Première Guerre mondiale, il est promu au grade de lieutenant temporaire le 15 novembre 1914, au grade de lieutenant le 30 avril 1915 et enfin capitaine le 14 septembre 1916.
Le 7 avril 1918, il est inscrit sur la liste de demi-solde "en raison de problèmes de santé contractés en service actif". Du 23 juillet de cette année au 6 janvier suivant, il sert d’aide de camp supplémentaire au personnel du War Office. Il démissionne de sa commission le 14 avril 1920; à la demande spéciale de son cousin, George V, il obtient le grade de major honoraire.

## Renonciation aux titres
Au cours de la Première Guerre mondiale, un sentiment anti-allemand au Royaume-Uni conduit le cousin germain de Léopold, George V, à changer le nom de la Maison royale de la Maison germanique de Saxe-Cobourg et Gotha en une Maison à la sonorité plus anglaise. Le roi renonce également à tous ses titres germaniques pour lui-même et pour tous les membres de la famille royale britannique qui sont citoyens britanniques.
En réponse à cela, Léopold renonce à son titre, par un mandat royal du 14 juillet 1917 de prince de Battenberg et à l'appellation Son Altesse et devient Sir Léopold Mountbatten, en raison de son statut de Grand Chevalier de la Ordre royal victorien. Sous un autre mandat royal en septembre 1917, il obtient le rang et la préséance du fils cadet d'un marquis et devient lord Léopold Mountbatten.

## Décès
Le prince Léopold est décédé le 23 avril 1922  au Palais de Kensington lors d'une opération de la hanche.
Il est enterré dans le cimetière royal de Frogmore. Une plaque commémorative pour lui et son frère Maurice est dans la cathédrale de Winchester.

## Titres, distinctions et armoiries

### Titres
- 21 mai 1889 – 14 juillet 1917 : Son Altesse Prince Léopold de Battenberg
- 14 juillet 1917 – septembre 1917 : Sir Léopold Mountbatten
- septembre 1917 – 23 avril 1922 : Lord Léopold Mountbatten

### Distinctions
- KCVO: Chevalier commandant de l'ordre royal victorien , 1911
- GCVO: Chevalier grand-croix de l'ordre royal de Victoria, 1915
- Chevalier grand-croix de l'ordre de Charles III, 1906[1]

### Armoiries
| Armoiries' | Écu | Blasonnement |
|            |     | Écartelé, aux I et IV, contre-écartelé, en 1 et 4, de gueules aux trois léopards d'or, armés et lampassés d'azur (d'Angleterre) ; au 2 d'or, au lion de gueules, armé et lampassé d'azur, dans un double trescheur fleuronné et contre-fleuronné du second (d'Écosse) ; au 3 d'azur, à la harpe d'or, cordée d'argent (d'Irlande) ; sur-le-tout burelé de dix pièces de sable et d'or au crancelin de sinople, brochant en bande (de Saxe) ; le tout, brisé d'un lambel d'argent à trois pendants, celui en cœur chargé d'un cœur de gueules, les deux autres chargés d'une rose de gueules ; aux II et III, contre-écartelé, aux 1 et 4, au lion burelé d'argent et de gueules, armé, lampassé et couronné d'or (de Hesse), brisé d'une bordure componée d'argent et de gueules ; aux 2 et 3 d'argent, à deux pals de sable (de Battenberg). Après 1917, en tant que « Leopold Mountbatten » : Écartelé, aux I et IV, contre-écartelé, en 1 et 4, de gueules aux trois léopards d'or, armés et lampassés d'azur (d'Angleterre) ; au 2 d'or, au lion de gueules, armé et lampassé d'azur, dans un double trescheur fleuronné et contre-fleuronné du second (d'Écosse) ; au 3 d'azur, à la harpe d'or, cordée d'argent (d'Irlande) ; le tout, brisé d'un lambel d'argent à trois pendants, celui en cœur chargé d'un cœur de gueules, les deux autres chargés d'une rose de gueules ; aux II et III, contre-écartelé, en 1 et 4, au lion burelé d'argent et de gueules, armé, lampassé et couronné d'or (de Hesse), brisé d'une bordure componée d'argent et de gueules ; aux 2 et 3 d'argent, à deux pals de sable (de Battenberg); le tout, brisé d'un croissant d'or. |